# 東郊通
東郊通（とうこうとおり）は、愛知県名古屋市昭和区の地名。丁番を持たない単独町名である。住居表示未実施地域。

## 地理
名古屋市昭和区南西部に位置する。西は高辻町、南は瑞穂区に接する。

## 歴史

### 町名の由来
東郊耕地整理組合の名に由来する。東郊は名古屋市の東に位置したことによる。成立当初の町域を南北に貫通するこの通りは、事業の主要事業であった。

### 沿革
- 1931年（昭和6年）4月1日 - 中区御器所町・瑞穂町の各一部により、同区東郊通として成立[1]。
- 1936年（昭和11年）1月 - 岡本自転車製作所が岡本工業と改称[4]。
- 1937年（昭和12年）10月1日 - 昭和区成立に伴い、同区東郊通となる[1]。
- 1972年（昭和47年）8月1日 - 一部が鶴舞一丁目・同二丁目・同三丁目・御器所一丁目・村雲町・高辻町・白金一丁目・同二丁目・同三丁目・円上町にそれぞれ編入される[5]。

## 世帯数と人口
2019年（平成31年）1月1日現在の世帯数と人口は以下の通りである。
| 町丁   | 世帯数  | 人口  |
| ------ | ------- | ----- |
| 東郊通 | 157世帯 | 315人 |

### 人口の変遷
国勢調査による人口の推移。
| 1995年（平成7年）  | 484人 |  |  |
| 2000年（平成12年） | 421人 |  |  |
| 2005年（平成17年） | 403人 |  |  |
| 2010年（平成22年） | 353人 |  |  |
| 2015年（平成27年） | 300人 |  |  |

### 世帯数の変遷
国勢調査による世帯数の推移。
| 1995年（平成7年）  | 147世帯 |  |  |
| 2000年（平成12年） | 147世帯 |  |  |
| 2005年（平成17年） | 151世帯 |  |  |
| 2010年（平成22年） | 150世帯 |  |  |
| 2015年（平成27年） | 139世帯 |  |  |

## 学区
市立小・中学校に通う場合、学校等は以下の通りとなる。また、公立高等学校に通う場合の学区は以下の通りとなる。
| 番・番地等 | 小学校               | 中学校               | 高等学校 |
| ---------- | -------------------- | -------------------- | -------- |
| 全域       | 名古屋市立村雲小学校 | 名古屋市立円上中学校 | 尾張学区 |

## 施設
- 名古屋市営高辻荘[3]

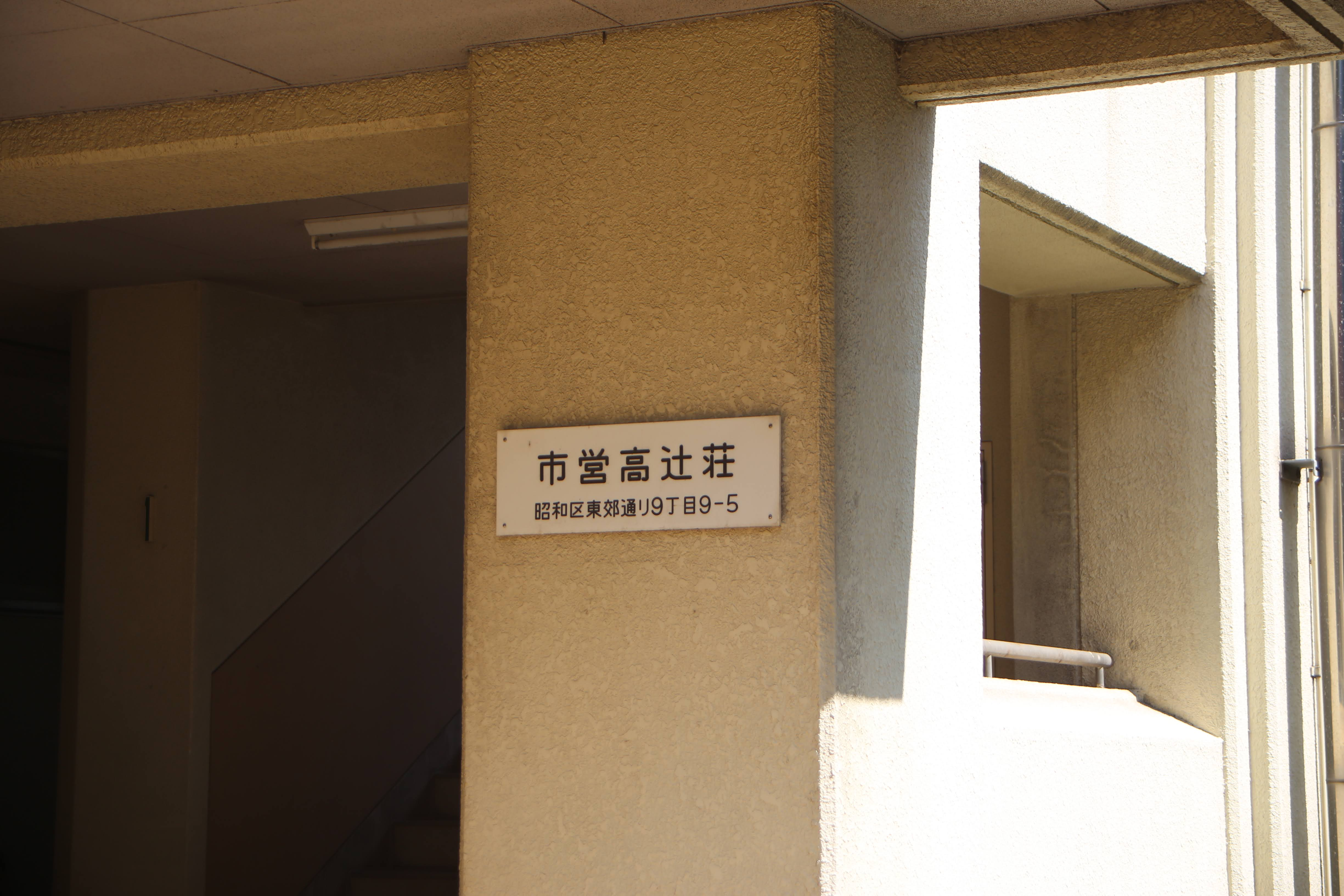
市営高辻荘

## その他

### 日本郵便
- 郵便番号 : 466-0056[WEB 3]（集配局：昭和郵便局[WEB 13]）。

### WEB
1. ↑  “愛知県名古屋市昭和区の町丁・字一覧”.   人口統計ラボ. 2017年5月21日閲覧。
2. 1 2  “町・丁目(大字)別、年齢(10歳階級)別公簿人口(全市・区別)”.   名古屋市 (2019年1月23日). 2019年1月23日閲覧。
3. 1 2  “郵便番号”.  日本郵便. 2019年1月6日閲覧。
4. ↑  “市外局番の一覧”.   総務省. 2019年1月6日閲覧。
5. ↑  名古屋市役所市民経済局地域振興部住民課町名表示係 (2015年10月21日). “昭和区の町名”.   名古屋市. 2017年5月21日閲覧。
6. 1 2  総務省統計局 (2014年3月28日). “平成7年国勢調査の調査結果(e-Stat) - 男女別人口及び世帯数 －町丁・字等” (CSV). 2021年7月20日閲覧。
7. 1 2  総務省統計局 (2014年5月30日). “平成12年国勢調査の調査結果(e-Stat) - 男女別人口及び世帯数 －町丁・字等” (CSV). 2021年7月20日閲覧。
8. 1 2  総務省統計局 (2014年6月27日). “平成17年国勢調査の調査結果(e-Stat) - 男女別人口及び世帯数 －町丁・字等” (CSV). 2021年7月21日閲覧。
9. 1 2  総務省統計局 (2012年1月20日). “平成22年国勢調査の調査結果(e-Stat) - 男女別人口及び世帯数 －町丁・字等” (CSV). 2021年7月21日閲覧。
10. 1 2  総務省統計局 (2017年1月27日). “平成27年国勢調査の調査結果(e-Stat) - 男女別人口及び世帯数 －町丁・字等” (CSV). 2021年7月21日閲覧。
11. ↑  “市立小・中学校の通学区域一覧”.   名古屋市 (2018年11月10日). 2019年1月14日閲覧。
12. ↑  “平成29年度以降の愛知県公立高等学校（全日制課程）入学者選抜における通学区域並びに群及びグループ分け案について”.   愛知県教育委員会 (2015年2月16日). 2019年1月14日閲覧。
13. ↑  郵便番号簿 平成29年度版 - 日本郵便. 2019年01月06日閲覧 (PDF)

### 書籍
1. 1 2 3  名古屋市計画局 1992, p. 800.
2. 1 2  「角川日本地名大辞典」編纂委員会 1989, p. 1459.
3. 1 2 3 4  名古屋市計画局 1992, p. 360.
4. ↑  名古屋市会事務局 1966, p. 50.
5. ↑  名古屋市計画局 1992, pp. 799–800.